# 栃木市おおひら歴史民俗資料館
栃木市おおひら歴史民俗資料館（とちぎしおおひられきしみんぞくしりょうかん）は、栃木県栃木市大平町西山田にある資料館。下野七廻り鏡塚古墳から出土した日本最大級の舟形木棺・組合木棺を含む、日本国の重要文化財などを展示する。
本項では、歴史民俗資料館の東に隣接する栃木市おおひら郷土資料館「白石家戸長屋敷」（とちぎしおおひらきょうどしりょうかん しらいしけこちょうやしき）についても記述する。こちらは、明治時代に戸長を務めた白石家の屋敷地全体を資料館とした施設である。

## 歴史
下野七廻り鏡塚古墳の出土品を展示する施設としては、大平町七廻り鏡塚資料館が1974年（昭和49年）に大平町蔵井2001番地3（大平町中央公民館、現・栃木市大平文化会館の敷地内）に設置された。同館は高床式平屋建の建築物で、65.5 m2の展示陳列室と16.3 m2の事務室から成る小さな建物であった。開館は水曜日と第3日曜日のみで、利用には事前連絡を要した。入館は無料であった。舟形木棺・組合木棺や玉纒（たままき）の太刀などを展示していた。
一方、白石家は1966年（昭和41年）度の栃木県緊急民家調査の調査対象となった後、当時の大平町が1981年（昭和56年）から旧家保全事業により修復を開始し、1982年（昭和57年）7月18日に大平町郷土資料館として開館した。白石家の屋敷地全体を利用した資料館で、修復を進めながら町内外の民俗資料を収集・展示し、修復が完了した建物から順次公開を行った。そのため、1984年（昭和59年）の時点でも味噌蔵などが未修復で、「仮オープン」の状態であった。当時より入館料として100円を徴収していた。
続いて、下野七廻り鏡塚古墳出土品が1986年（昭和61年）6月6日に日本国の重要文化財に指定され、それらの一括展示・公開を主目的として、同年11月3日に大平町歴史民俗資料館が開館した。歴史民俗資料館は、郷土資料館の西隣に整備された。
2010年（平成22年）3月29日、大平町は旧・栃木市、都賀町、藤岡町と合併し、新・栃木市となり、大平町歴史民俗資料館は栃木市おおひら歴史民俗資料館、大平町郷土資料館「白石家戸長屋敷」は栃木市おおひら郷土資料館「白石家戸長屋敷」にそれぞれ改称した。同年4月からは、特定非営利活動法人自然と人間の森おおひらが指定管理者として両館を運営するようになった。指定管理者は、休日に両館へ入館した人に、コーヒーまたはお茶を提供していた。
2013年（平成25年）度に市民から浮世絵版画が栃木市に寄贈され、石川常四郎コレクションとなった。石川常四郎コレクションの浮世絵作品は歴史民俗資料館で月替わりに展示されるようになり、とちぎ蔵の街美術館でも展覧会が開かれた。
2020年（令和2年）3月31日、契約満了により特定非営利活動法人自然と人間の森おおひらによる運営が終了した。その後は、栃木市が直営し、栃木市教育委員会事務局文化課が所管している。

## 施設
栃木市おおひら歴史民俗資料館と栃木市おおひら郷土資料館「白石家戸長屋敷」は互いに隣接している。入館はどちらも有料で、それぞれ100円（小中学生は50円）かかる。

### 歴史民俗資料館
1986年（昭和61年）に大平町が建設した。近代までの大平町の考古・歴史・民俗資料を展示する。考古資料に関しては、町内の下野七廻り鏡塚古墳や伯仲古墳からの出土品などを展示しており、特に日本国指定重要文化財「下野七廻り鏡塚古墳出土品」が目玉展示である。この中には、日本最大級の舟形木棺が含まれる。
敷地面積は1,618.50 m2。まちの駅認定施設で、まちの駅としての名称は「歴史の駅 歴史民俗資料館」である。
- 本館（612.86 m2）：RC造2階建[4]。1階は常設展示室で、下野七廻り鏡塚古墳コーナー、原始・古代コーナー、中世・近世コーナー、近代コーナーの4つのコーナーから成る[3]。2階は企画展示室で、年間のテーマに沿った企画展が行われる[3]。
- 収蔵庫（132.50 m2）：木造平屋建、以前は無料休憩所として開放していた[4]。
- 便所（17.39 m2）：木造平屋建[4]。

### 郷土資料館「白石家戸長屋敷」

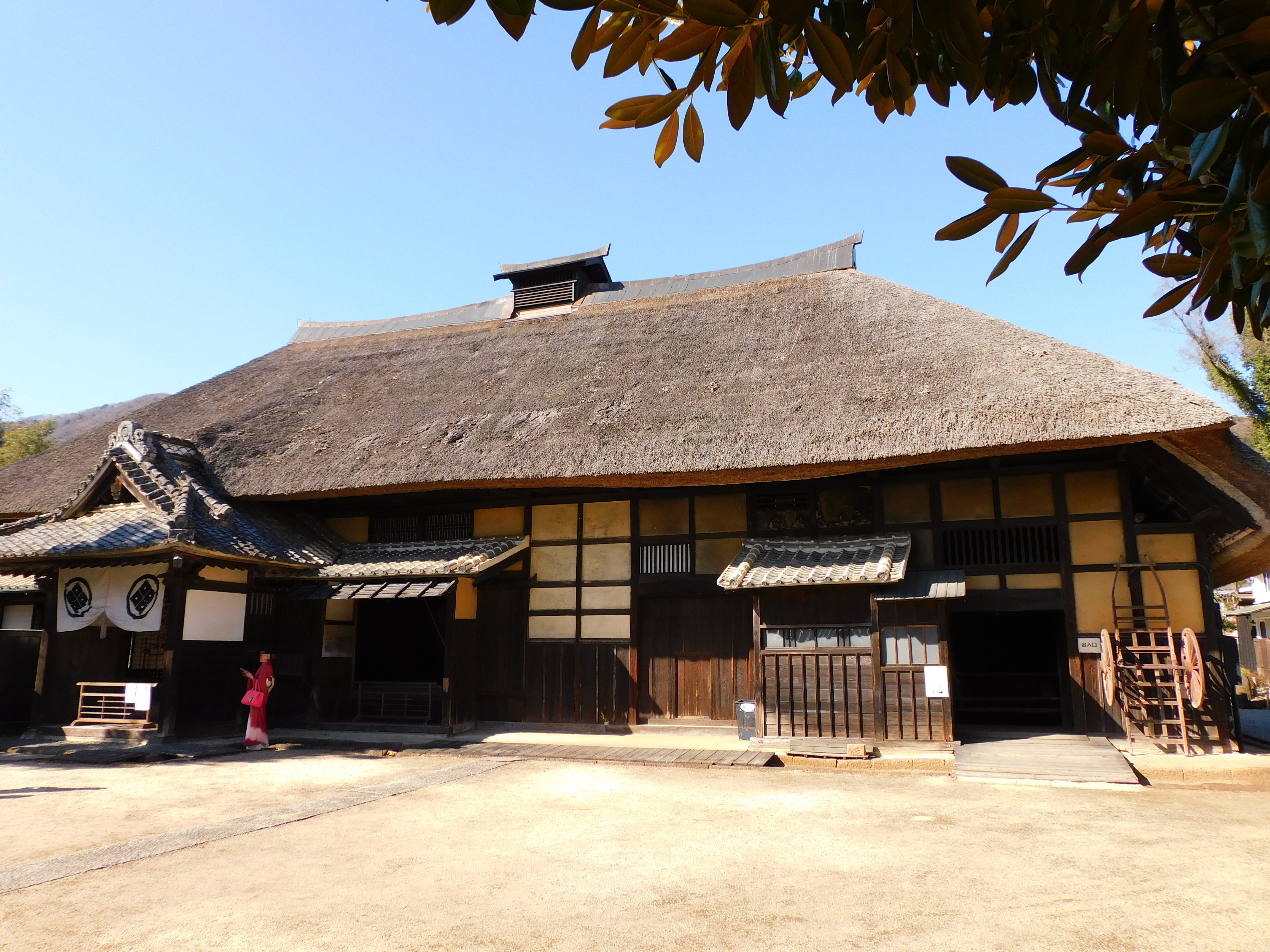
白石家戸長屋敷 母屋

所在地は栃木市大平町西山田900-1で、敷地面積は8,125.52 m2。1982年（昭和57年）に当時の大平町が白石家を整備し、郷土資料館として公開した。年間入館者数は4,010人。
白石家は江戸時代の寛政5年（1793年）に下都賀郡山田村（現・大平町西山田）の名主となり、江戸時代末期に領主から「大庄屋」の格を与えられた家系である。明治時代の大区小区制の下では戸長となり、町村制により西山田が富山村となると、数代にわたり村長を務めた。敷地には茅葺屋根の母屋のほか、長屋門や各種の蔵が残され、蔵では白石家が所有していた農具や生活用品を展示している。母屋等は文政年間（1818年から1831年）に建てられたものである。屋敷地には白梅やフクジュソウなどの植物がある。
- 母屋（272.69 m2）：木造平屋建[4]、玄関部分は瓦葺漆喰止め[20]。客間は書院造である[20]。
- 離れ（46.99 m2）：木造平屋建[4]、1918年（大正7年）の陸軍特別大演習の際に秩父宮雍仁親王が宿泊した[20][21]。
- 長屋門（118.47 m2）：木造平屋建[4]
- 母屋東蔵（86.78 m2）：木造2階建、民具展示を行う[4]。
- 味噌蔵（42.50 m2）：木造2階建、民具展示を行う[4]。
- 炊き場（8.33 m2）：木造平屋建、資材置き場として利用している[4]。
- 裏の蔵（78.66 m2）：木造2階建、非公開[4]。
- 納屋（27.54 m2）：木造平屋建、非公開[4]。
- 新蔵（99.96 m2）：木造2階建、非公開[4]。
- 長屋門東蔵（43.99 m2）：木造平屋建、非公開[4]。
- 便所（2.32 m2）：木造平屋建、非公開[4]。

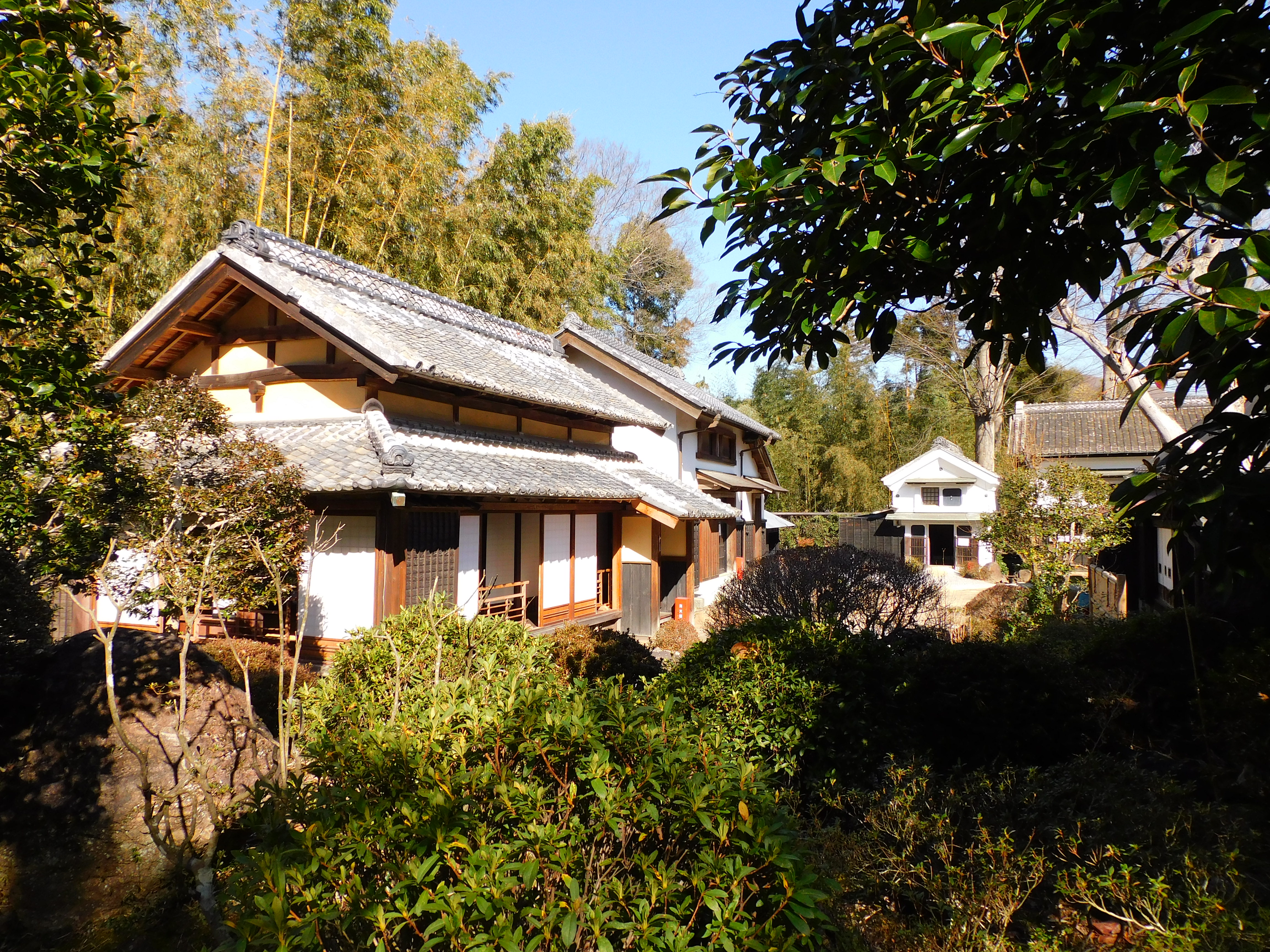
離れ
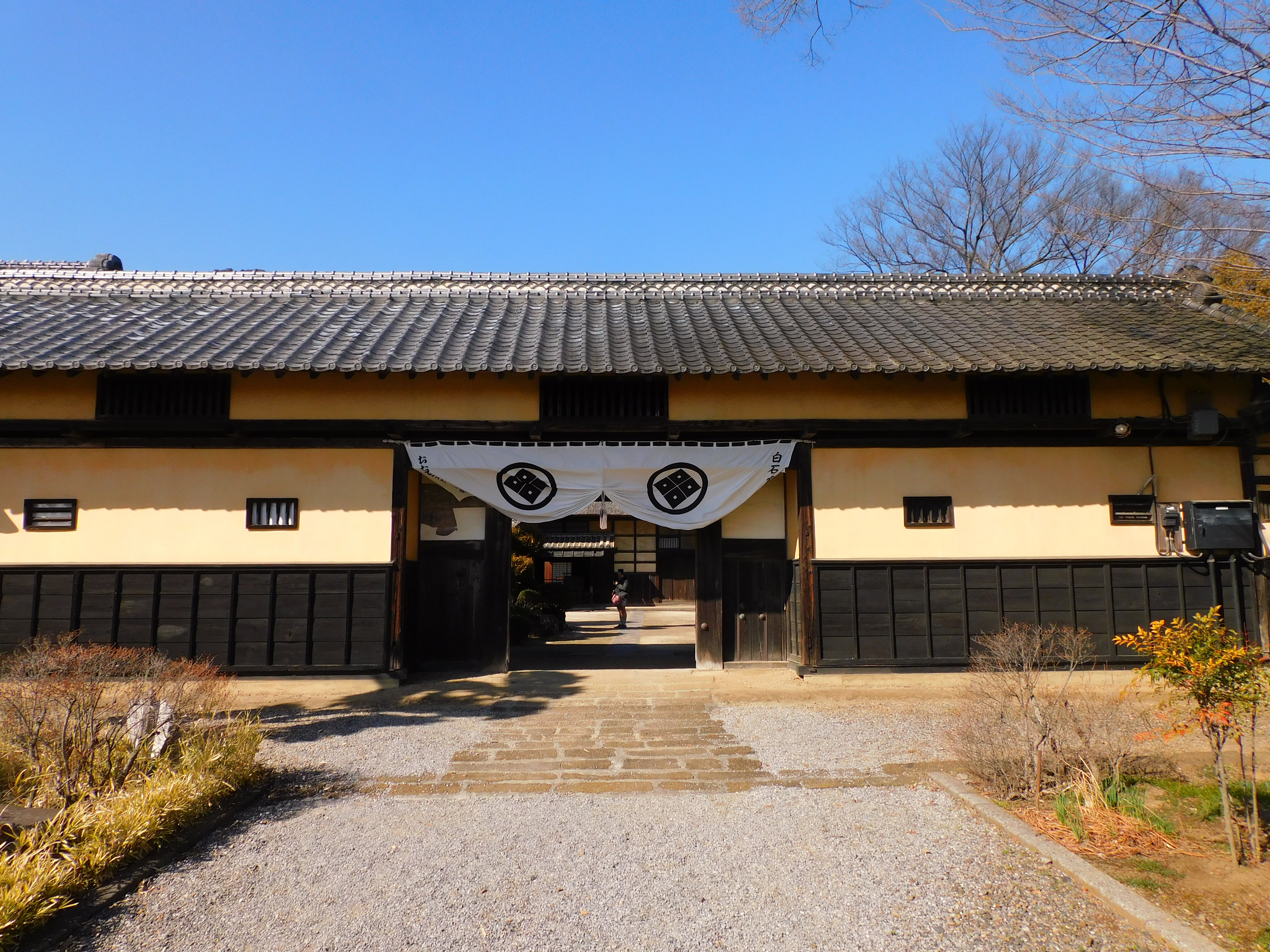
長屋門
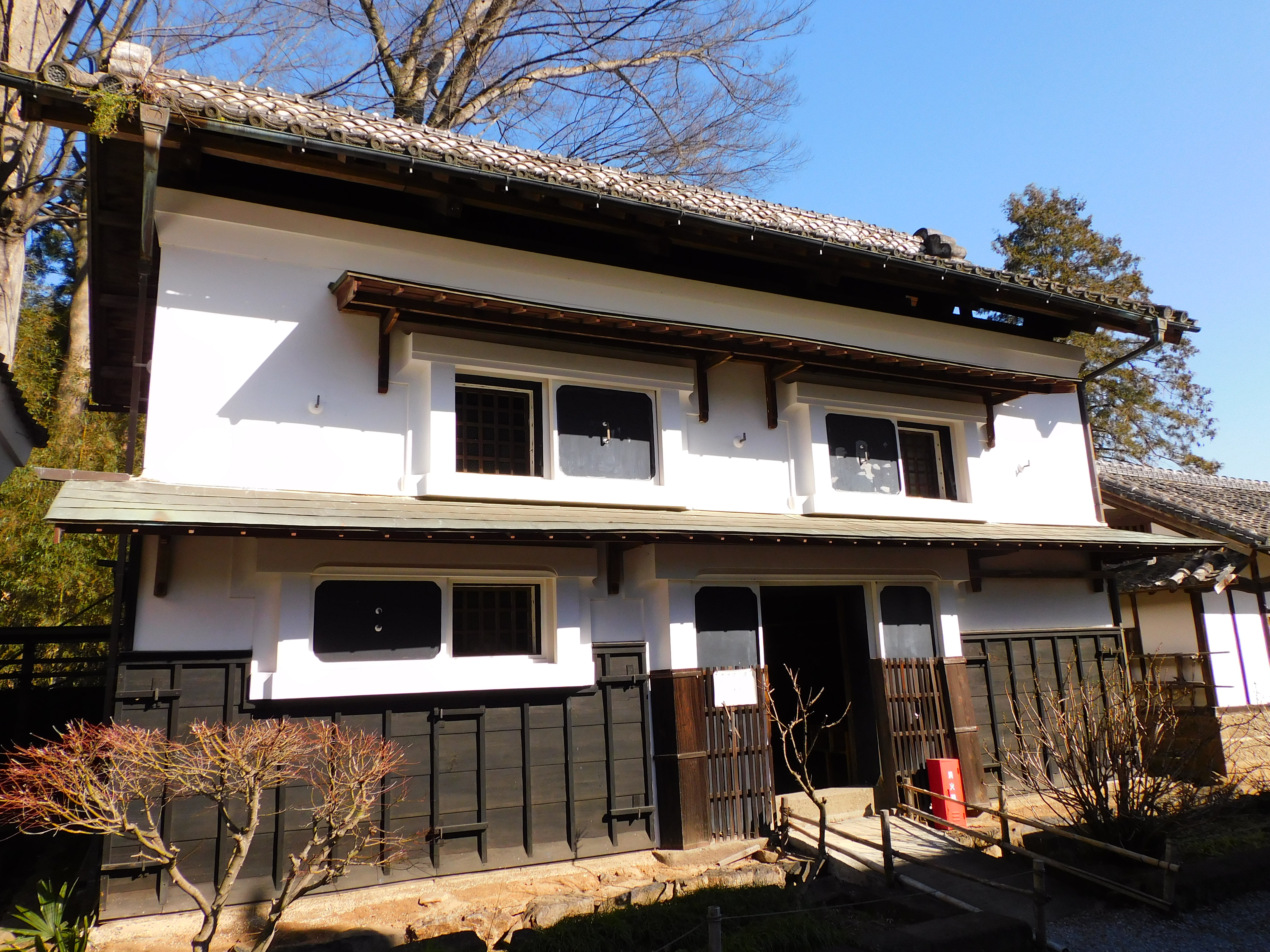
母屋東蔵
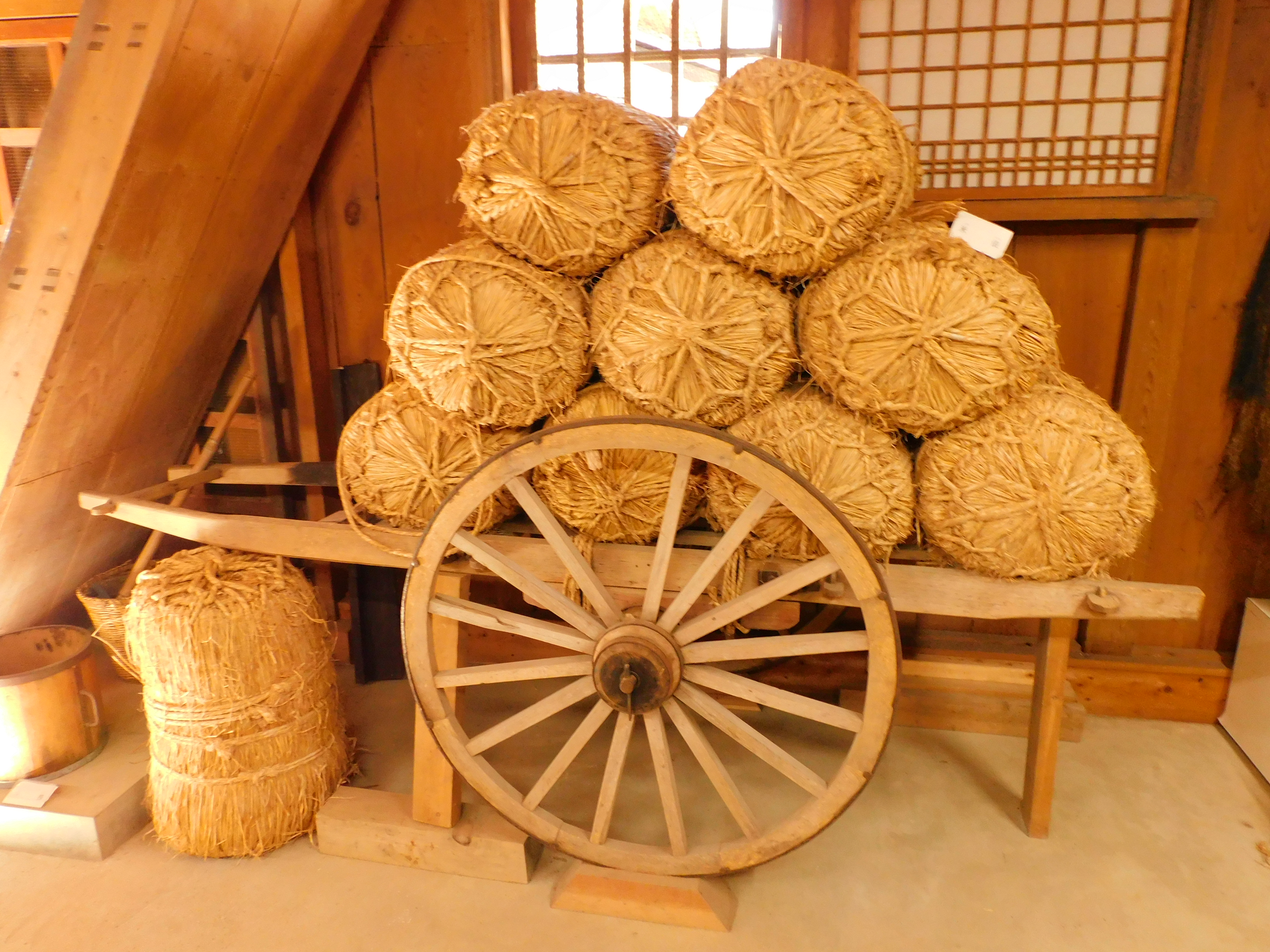
東蔵の展示品（大八車と米俵）

## 施設の活用

### イベント

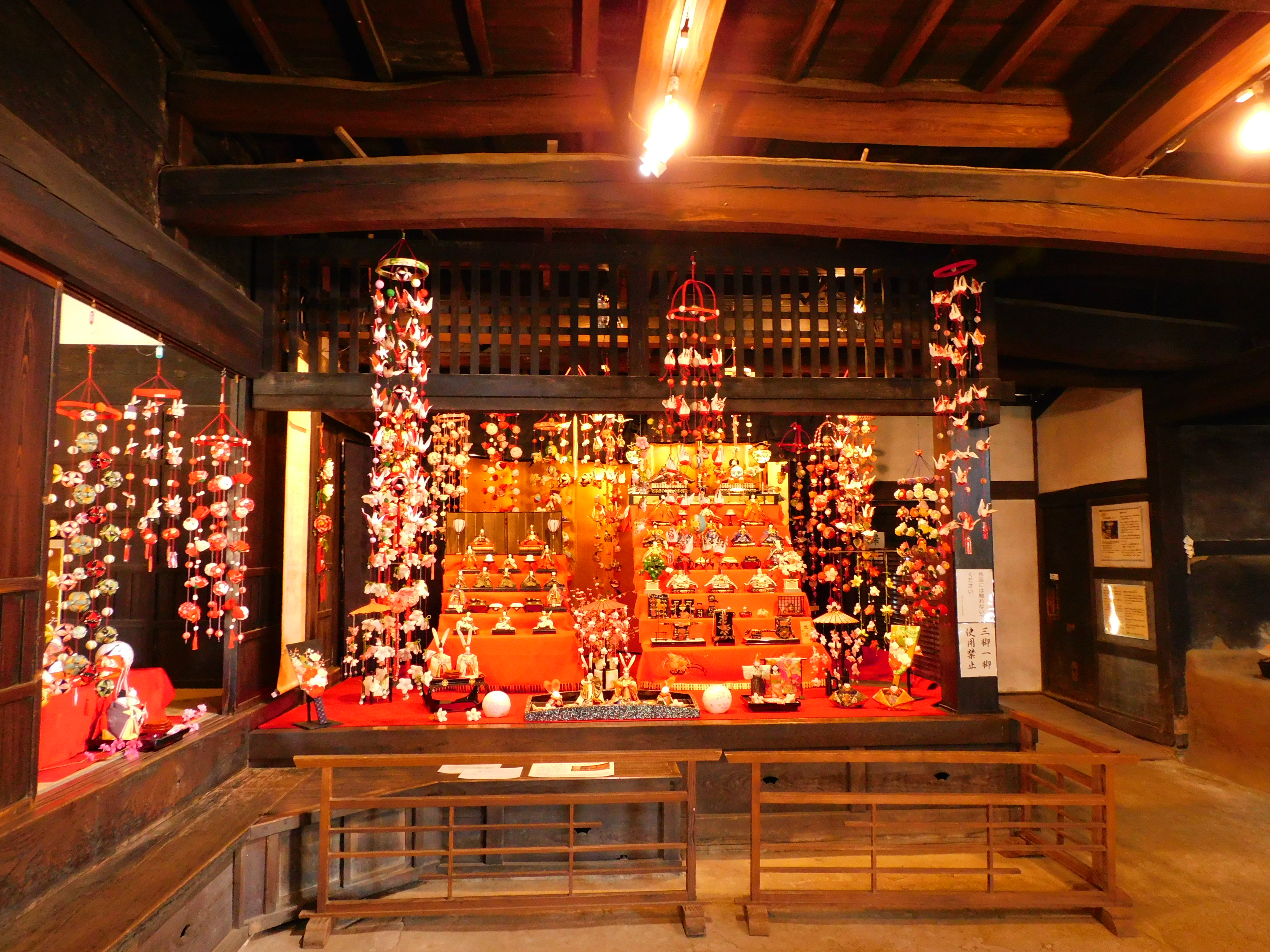
戸長屋敷のひな祭り

白石家戸長屋敷では、季節に合わせたイベントが開催されている。桃の節句に合わせた「戸長屋敷のひな祭り」、端午の節句に合わせた「端午の節句飾り」、七夕に合わせた「七夕飾り」、重陽・中秋の名月に合わせた「戸長屋敷の月見飾り」がある。戸長屋敷のひな祭りでは、母屋や大玄関で昭和期のひな人形3セットを展示し、地元の「青木須眞子と仲間たち」がつるしびなを制作し、飾り付ける。2017年（平成29年）9月30日には、栃木放送が運営するとちぎ未来クラブが、郷土資料館で「とちぎ de catch the heart」と題する婚活イベントを開催した。
歴史民俗資料館と郷土資料館の双方で行われるイベントもある。2018年（平成30年）には、明治維新150年記念として「大変革期のふるさと」と題した企画展を両館で開催した。この企画展では、田村律之助ら郷土出身の人物に関する資料や、白石家戸長屋敷で発見された新貨幣と金銀貨幣交換の価格表などを展示・公開していた。

### ロケ地
白石家戸長屋敷は、古民家を生かして、時代劇・現代劇を問わず、ロケーション撮影に利用されている。
- プロモーションビデオ『NICE DAY』（RYUKYUDISKO、2007年）[27]
- テレビドラマ『わたしが子どもだったころ』（財津一郎篇：2008年、柳生博篇：2009年）[27]
- テレビ朝日開局50周年記念特別番組『原爆〜63年目の真実〜』（2008年）[27]
- 映画『聯合艦隊司令長官 山本五十六 -太平洋戦争70年目の真実-』（2011年） - 主人公の幼少期のシーン[26]。
- 映画『くじけないで』（2013年）[27]
- テレビドラマ『謎解きはディナーのあとでスペシャル〜風祭警部の事件簿〜』（2013年）[27]
- テレビドラマ『信長協奏曲』（2014年）[27]
- 映画『銀魂』（2017年） - 坂田銀時（演：小栗旬）と村田鉄矢（演：安田顕）の掛け合いのシーン[28]。
- 年末特別ドラマ『犬神家の一族』（2018年）[27]
- 映画『ある町の高い煙突』（2019年）[27] - 主人公の生家として、農民との会話シーンが撮影された[29]。
- 映画『おらおらでひとりいぐも』（2020年）[27]

## 周辺
大中寺から西へ約 1 km、大平町ぶどう団地の中にある。周辺には、栃木県庁が推進する「とちぎ健康づくりロード」のコースの1つ「太平山ハイキングコース（自然と歴史の散策・大平地域）」が設定されており、歴史民俗資料館・郷土資料館はチェックポイントに設定されている。
公共交通機関を利用する場合、最寄り駅はJR両毛線大平下駅または東武日光線新大平下駅で、徒歩約20 - 30分である。大平下駅からは約 2 km、新大平下駅からは約 3.5 km離れており、新大平下駅からタクシーを使えば8分で到着する。最寄りのバス停は、ふれあいバス岩舟線の「おおひら歴史民俗資料館前」バス停で、栃木駅南口や岩舟駅に接続する。おおひら歴史民俗資料館前バス停の周辺は自由乗降区間である。
自動車利用の場合、東北自動車道佐野藤岡ICから約15分、同栃木ICから約20分かかる。駐車場は無料で、20台分ある。